# Завод азотної кислоти у Таррагоні
Завод азотної кислоти у Таррагоні — колишній виробничий майданчик у іспанському місті Таррагона.
Завод ввела в дію на початку 1975 року компанія Unión Explosivos Río Tinto (ERT). Майданчик міг щодобово продукувати 120 тонн азотної кислоти внаслідок конверсії аміаку, проте не мав власного виробництва цієї сировини. Можливо відзначити, що запущений ERT за кілька років до того завод добрив у Картахені так само покладався на привізний аміак, проте особливістю таррагонського майданчика стала відсутність не лише сировинного, але й похідних виробництв. Споживачами виробленої тут азотної кислоти могли бути, зокрема, підприємства потужної індустріальної зони хімічного спрямування, яка почала формуватись у Таррагоні. Наприклад, за допомогою продукції заводу ERT розраховували збільшити виробництво комплексних добрив на заводі компанії Industrias Quimicas de Tarragona, яка станом на середину 1970-х перейшла під контроль групи Cros.
У 1989-му ERT та Cros об'єднались у компанію Ercros, що невдовзі потрапила у скрутне становище. Втім, у підсумку їй вдалось відновити діяльність.
У 2013-му Ercros продала завод азотної кислоти у Таррагоні, потужність якого оцінювалась у 39 тисяч тонн на рік, іншій іспанській компанії Maxam, що спеціалізується на виробництві промислової вибухівки (для якої азотна кислота є ключовою сировиною). Продаж оформили як передачу контролю над компанією Nitricomax. Можливо відзначити, що сама Maxam з'явилась за два десятки років до того унаслідок продажу Ercros підрозділу, що займався вибухівкою.
У 2021-му завод Nitricomax закрили. Як засвідчують дані геоінформаційних систем, наразі більшість споруд майданчика демонтовані.